# خارج از قانون (فیلم ۲۰۱۰)
خارج از قانون (فرانسوی: Hors-la-loi، عربی: خارجون عن القانون) یک فیلم درام، جنایی و جنگی فرانسوی به کارگردانی رشید بوشارب محصول سال ۲۰۱۰ با بازی جمال دبوز، رشدی زم و سامی بواجیله است. داستان بین سال‌های ۱۹۴۵ و ۱۹۶۲ اتفاق می‌افتد و بر زندگی سه برادر الجزایری در فرانسه متمرکز است که در پس‌زمینه جنبش ملی‌گرایی الجزایری و جنگ الجزایر اتفاق می‌افتد. این فیلم دنباله‌ای مستقل از فیلم «روزهای افتخار» ساخته بوشارب در سال ۲۰۰۶ است که در جریان جنگ جهانی دوم اتفاق می‌افتد. خارج از قانون تولید اکثریت فرانسوی با تولیدکنندگان مشترک الجزایر، تونس و بلژیک بود.
این فیلم که به لحاظ تاریخی غیرمتعارف از قتل‌عام مه ۱۹۴۵ سطیف را به تصویر کشیده شد، جنجال سیاسی را در فرانسه به راه انداخت. نقدهای این فیلم آن را با فیلم‌های وسترن و گانگستری مقایسه کرد و منتقدان مشاهده کردند که چگونه استقلال‌طلبان به مقاومت فرانسه در طول جنگ جهانی دوم تشبیه شده‌اند. خارج از قانون نماینده الجزایر در هشتاد و سومین دوره جوایز اسکار بود، جایی که نامزد بهترین فیلم خارجی زبان شد.

## داستان
پس از از دست دادن خانه خانوادگی خود در الجزایر، سه برادر و مادرشان در سراسر جهان پراکنده می‌شوند. مسعود به ارتش فرانسه می‌پیوندد که در هندوچین می‌جنگد. عبدالقادر رهبر جنبش استقلال الجزایر در فرانسه می‌شود و سعید به پاریس نقل مکان می‌کند تا ثروت خود را در باشگاه‌های ورزشی و سالن‌های بوکس به دست آورد. به تدریج، سرنوشت به هم پیوسته آنها را در پایتخت فرانسه، جایی که آزادی نبرد است که باید در آن جنگید و پیروز شد، دوباره متحد کرد.

## ساخت
فیلمبرداری در پایان ژوئیه ۲۰۰۹ آغاز شد و پنج ماه به طول انجامید. تقریباً ۹۰ درصد از فیلم در استودیو فیلمبرداری شده است. این تیم بین تأسیسات و مکان‌هایی در پاریس، الجزایر، تونس، شهرهای بلژیک شارلوا و بروکسل، آلمان و ایالات متحده حرکت کرد و صحنه‌هایی در مقر سازمان ملل تنظیم شد.

## انتشار
این فیلم در ۲۱ مه ۲۰۱۰ در رقابت در جشنواره فیلم کن ۲۰۱۰ نمایش داده شد. توزیع فرانسوی توسط استودیوکانال انجام شد و اولین نمایش در ۲۲ سپتامبر ۲۰۱۰ انجام شد. در ۶ اکتبر همان سال در الجزایر منتشر شد. در ایالات متحده، این فیلم از طریق گروه رسانه ای کوهن توزیع شد، که فیلم را در نیویورک در ۳ نوامبر، لس آنجلس در ۱۰ نوامبر و به صورت محدود در سراسر کشور در ۲۶ نوامبر منتشر کرد.

## بازخوردها
- این فیلم دارای رتبه تأیید ۷۶٪ در وب سایت جمع‌آوری بررسی راتن تومیتوز، بر اساس ۴۱ بررسی، و میانگین امتیاز ۶٫۴ از ۱۰ است.[۸]
- همچنین بر اساس ۱۴ منتقد، امتیاز ۵۹ از ۱۰۰ را در متاکریتیک دارد که نشان‌دهنده «بررسی‌های مختلط یا متوسط» است.[۹]

## دنباله
بوشارب تمایل خود را برای ساخت قسمت سومی که سه‌گانه‌ای را که با روزهای افتخار شروع شده و با خارج از قانون ادامه می‌یابد، پایان می‌دهد، اعلام کرده است. او امیدوار است که بتواند آن را چهار یا پنج سال پس از این فیلم تولید کند. این فیلم ادامه موضوعی دو فیلم قبلی و با محوریت «۵۰ سال مهاجرت» خواهد بود.